# 庫爾斯克州攻勢 (2024年—2025年)
庫斯克州攻勢始於2024年8月6日上午8点左右，烏克蘭武裝部隊從北部蘇梅方向開始向俄罗斯库尔斯克州展開行動，並攻擊駐扎在尼古拉耶沃-達里諾和奧列什尼亞等村庄的俄罗斯联邦武装力量及俄罗斯边防军，此為烏克蘭首次以正規軍正式進攻俄羅斯本土，此前烏方僅有支援自由俄羅斯軍團與俄羅斯志願軍團等非正規的俄羅斯反政府武裝越境襲擾，這次進攻是二戰及蘇聯解體以來俄羅斯領土首次被外國正規軍隊占領。
多方觀點認為此次行动的目標是建立緩衝区，以減輕乌克兰北部和其他前線的壓力，迫使俄軍从其他战区转移部队到库尔斯克州，或是佔領土地成為日後談判的籌碼、打击重要的战略目标，尤其是俄罗斯的能源据点和库尔斯克的核电站、展示乌克兰的作战能力，以说服盟友放弃对其供应武器的使用限制和激发乌克兰的斗志、破坏普京政权的稳定。

## 背景
自2022年2月24日俄罗斯入侵乌克兰以来，俄罗斯本土发生了多次袭击。这些袭击的主要目标是军事设施、军工产业和石油产业。许多袭击采用无人机打击、燃烧弹和破坏铁路等手段。乌克兰情报部门已承认实施了一些袭击，其他袭击则由俄罗斯反政府武裝发动。此外，乌克兰还进行了跨境炮击、导弹袭击和地面突袭，主要集中在别尔哥罗德州、库尔斯克州和布良斯克州。此前已多次有俄羅斯反政府武裝从乌克兰境內襲擾俄羅斯本土，攻占边境村庄并与俄军交战。虽然乌克兰有支援这些襲擾行動，但否认直接参与。
位于库尔斯克市以西约40公里处有库尔斯克核电站，该核电站距离乌克兰边境约110公里。

## 過程

### 2024年

#### 8月

##### 8月6日
8月6日凌晨，乌克兰士兵协同坦克和装甲车辆等装备进入俄罗斯境内。库尔斯克代理地区州长阿列克謝·斯米爾諾夫当天凌晨在社交媒体发布警报，敦促当地居民寻找掩护。在乌克兰士兵冲过俄罗斯西部边境的几个小时前，莫斯科方面没有发现任何不妥的迹象。
俄罗斯国防部对此作出反应，向该地区派遣了空军和炮兵部队以应对乌克兰在库尔斯克州的边境入侵。据俄方报道，这次入侵涉及约300名乌克兰士兵、11辆坦克和超过20辆装甲战斗车辆，袭击的目标有两个方向：分别为向着苏姆东偏东北方向的苏贾方向的奥列什尼亚，以及苏梅北偏东北方向的尼古拉耶沃-达里诺。
袭击于莫斯科时间（UTC+3）08:00开始，到18:20时，俄罗斯军队声称已将乌克兰人赶回边境，声称通过炮击、空袭和无人机造成了重大损失——尽管关于入侵被完全制止的说法尚未得到验证。莫斯科发布了据称显示乌克兰坦克从空中被瞄准的视频。社交媒体上的视频显示，俄罗斯战机在库尔斯克州上空低空飞行以击退袭击。库尔斯克州州长阿列克谢·斯米尔诺夫报告称，在事件中有三人死亡：一名妇女在边境入侵中丧生，另外两人在分别的无人机袭击中死亡。

##### 8月7日

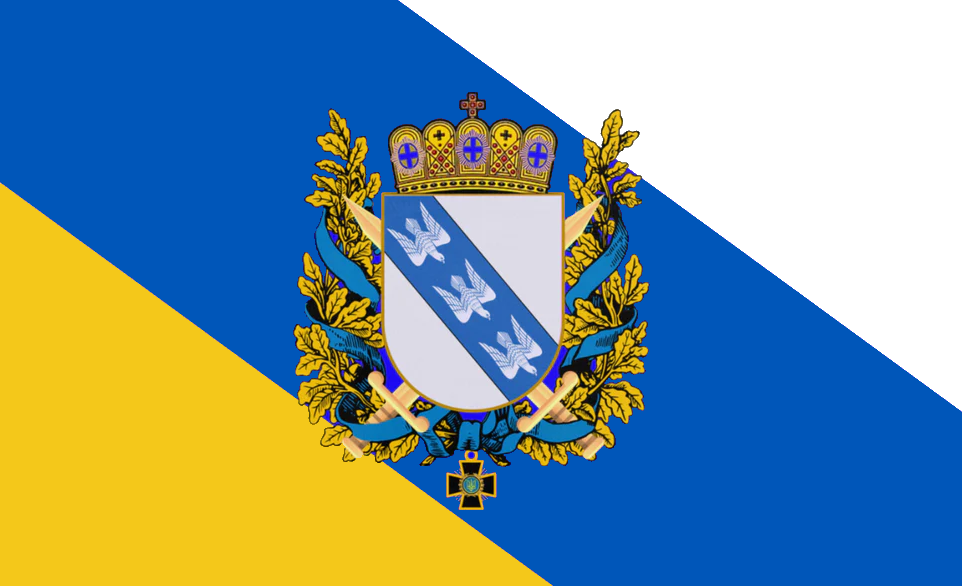
“库尔斯克人民共和国”国旗

俄罗斯军队继续尝试将乌克兰军队从库尔斯克州赶回。一位军事博客作者声称，乌克兰军队已经占领了11个定居点，并深入该州15公里（9英里）。普京命令政府机构“为居民提供必要的援助”，并派遣副总理杰尼斯·曼图罗夫监督工作。该地区宣布进入紧急状态，俄罗斯外交部发言人玛丽亚·扎哈罗娃谴责“基辅犯罪政权”，并表示“这一切只会加深乌克兰新纳粹分子的有罪不罚感”。普京会见了瓦列里·格拉西莫夫、亚历山大·博尔特尼科夫、谢尔盖·绍伊古和安德烈·別洛烏索夫，讨论库尔斯克的入侵问题。
地理定位的录像确认，乌克兰军队已向俄罗斯边境推进至少10公里，突破了至少两道俄罗斯防线和一个据点。俄罗斯消息来源指出，乌克兰军队正试图沿38K-030苏兹哈-科列诺沃公路推进，一位克里姆林宫相关的著名军事博主声称，截至当地时间8月7日18:00，乌克兰军队已沿公路向西北和东南方向推进，并在科列诺沃和苏兹哈郊区交战。此外，地理定位的录像显示，乌克兰人员俘虏了至少40名俄罗斯战俘，并在苏兹哈市内作战，乌克兰军队还占领了一个加油站和入口检查站。与此同时，一名乌克兰中尉，呼号“亚历克斯”，称在两天内有300名俄罗斯士兵在“库尔斯克人民共和国”被俘，据报道“由一支身份不明的武装编队指挥”，并补充说，他希望他们能被移交给他的部队。

##### 8月8日
俄罗斯卫生部长表示，乌克兰武装部队对库尔斯克州的袭击已致66人受伤。库尔斯克州代理副州长基表示，该州约3,000名边境地区民众撤出遭袭区域，约1,500人被安置在21个临时安置点。俄国防部表示，乌军已损失660人。

##### 8月9日
俄罗斯紧急情况部表示，库尔斯克州进入联邦级紧急状态。
晚間烏軍宣布攻佔蘇賈東南的德米特留科夫；正式宣告控制蘇賈全市以及位於科列涅沃區的柳比莫夫卡村。当天一支俄军车队在十月村遭到海马斯火箭袭击，当时该车队正沿连接格卢什科沃区和库尔斯克的路线行进，途经雷利斯克区和利戈夫區。事后视频显示，15辆军用卡车被烧毁，车内有一些尸体。据分析组织NEXTA称，“每辆卡车可搭载多达35名全副武装的士兵。视频显示有14辆车辆被毁，这意味着俄罗斯军队可能在一夜之间因这次袭击而损失了200至490名士兵……这可能是俄罗斯军队自全面战争开始单次损失最大的一次”。

##### 8月10日
俄罗斯国家反恐委员会宣布在与乌克兰接壤的布良斯克、库尔斯克、别尔哥罗德地区实施反恐行动（俄语：КТО）制度。
俄罗斯紧急情况部表示，超过7.6万人从库尔斯克州撤离到安全地区。俄罗斯国防部表示，俄军在库尔斯克州内多个地区挫败了乌军向俄领土纵深突破的企图。俄军利用9K720伊斯坎德尔导弹在库尔斯克州边境地区打死了乌军第22机械化旅的15名指挥人员。乌军在库尔斯克方向总计损失1,120人和140件武器装备，其中包括22辆坦克和20辆装甲运兵车。
俄罗斯武装部队声称已经重新控制了苏贾以东的马赫诺夫卡。
乌克兰总统弗拉基米尔·泽连斯基首次谈及乌军对斯库尔斯克州的进攻。乌克兰官员表示，當天乌军控制了库尔斯克州至少三个定居点。
一輛俄羅斯T-80BVM坦克在庫爾斯克州蘇賈地區被烏克蘭軍隊俘獲。

##### 8月11日
库尔斯克市长表示，一枚被拦截乌军导弹的残骸击中了当地一栋居民楼后引发火灾，导致13人受伤。
俄方消息证实，乌克兰军队已经进入别拉亚区。
俄罗斯紧急情况部表示，过去一天在库尔斯克州边境地区疏散了8,000名居民，其中6,000人被安排在临时安置中心。俄罗斯卫生部长表示，乌克兰武装部队对库尔斯克州的袭击已导致106人受伤。
之後烏軍第116旅表示：受命清除蘇賈鎮內最後一個俄軍據點。

##### 8月12日
俄罗斯库尔斯克州代理州长阿列克謝·斯米爾諾夫表示，已有12.1万人从庫爾斯克州撤离。烏克蘭的襲擊已造成12名平民死亡、121人受傷。别尔哥罗德州也开始疏散人口。
乌克兰陆军总司令西尔斯基在報告中宣稱，乌军已经控制1,000平方公里的领土。

##### 8月13日
基辅方面宣稱，乌军已控制库尔斯克州74个定居点。
俄罗斯总统普京任命阿列克谢·久明负责指挥库尔斯克的防御工作。

##### 8月14日
别尔哥罗德州州长維亞切斯拉夫·格拉德科夫宣布该州进入紧急状态。

##### 8月15日
别尔哥罗德州进入联邦级紧急状态。库尔斯克州州长下令疏散格卢什科沃区人口。
烏克蘭政府宣布在庫斯克州設立維持佔領區秩序之軍事管制局；由烏軍少將爱德华·莫斯卡廖夫負責。乌克兰安全局表示，乌克兰特种部队在库尔斯克抓获了100多名俄罗斯士兵，并接管了他们庞大和坚固的据点。据乌克兰安全局称，俄罗斯第488近卫摩托化步兵团及其“阿赫玛特”部队的102名军人是自俄罗斯发动全面入侵以来同时被俘虏的最大一批士兵。
烏克蘭總統澤連斯基表示蘇賈已經完全被烏克蘭控制。乌克兰武装部队总司令瑟尔斯基表示，自乌军在库尔斯克攻势开始以来，乌克兰武装部队已控制了82个定居点，面积达1,150平方公里，纵深达35公里。

##### 8月16日
乌克兰武装部队总司令瑟尔斯基表示，乌军在库尔斯克州一些地区推进了1至3公里，并俘虏了俄军士兵。
库尔斯克州代理州长表示，乌克兰军队炸毁了库尔斯克州格卢什科沃区谢伊姆河上的一座大桥。俄羅斯国防部表示，自乌克兰军队入侵库尔斯克州以来，乌方损失了2,640名士兵、37辆坦克和32辆装甲车。

##### 8月17日
同時乌克兰空军開始轟炸並摧毀格卢什科沃在謝伊姆河上的另一座橋樑。

##### 8月18日
俄羅斯方面表示谢伊姆河上第三座橋樑遭到烏克蘭軍隊破壞。
烏克蘭第80空中突擊旅在庫斯克地區繳獲了一輛俄羅斯T-90M坦克。

##### 8月19日
乌克兰总统泽连斯基19日称，乌军目前已在俄罗斯库尔斯克州掌控超过1,250平方公里的领土和92个定居点。
在乌军相继炸毁谢伊姆河上三座桥梁之后，俄军在15至16日又在河上架起两座浮桥。乌军随后于19日炸毁其中一座浮桥。

##### 8月20日
俄罗斯国防部宣布组建3个新集团军，分別是库尔斯克軍、别尔哥罗德軍和布良斯克軍。這3个集团军将负责保护库尔斯克州、别尔哥罗德州和布良斯克州的国土和民众。
烏克蘭軍隊在庫斯克地區繳獲了另一輛俄羅斯T-90M坦克。 （页面存档备份，存于）

##### 8月21日
布良斯克州州长报告称挫败了乌军的一次侦察行动。

#### 9月

##### 9月12日
俄罗斯方面表示，俄军收复库尔斯克州边境地区10座村庄。乌克兰总统泽连斯基也坦承，俄军在库尔斯克州发动反攻。次日，乌军占领格卢什科沃西南韦塞洛耶共三个村庄。

##### 9月16日
俄罗斯国防部表示，俄罗斯夺回了库尔斯克州的两个居民点。

#### 11月
11月4日，乌克兰方面表示乌军在库尔斯克州与朝鲜援军交火。

#### 12月
烏克蘭方面認為，包括“约500名军官和3名将军”在内的1万2000名朝鲜士兵在库尔斯克地区作战。

### 2025年

#### 1月
2025年1月5日，乌克兰军队在库尔斯克州大索尔达茨科耶区发动新一轮攻势。

#### 2月
2月19日，俄羅斯總統普京表示，俄羅斯810旅突破庫爾斯克州與烏克蘭的邊界並進入烏克蘭境內。20日，俄罗斯武装力量总参谋部第一副总参谋长表示，俄军已收回800多平方公里库尔斯克州土地，占该州被乌方控制区域的64%。

#### 3月
3月初，俄军收回了超过150平方公里的庫爾斯克州领土。乌军被迫撤退至苏贾附近防守。3月9日，俄军特种部队利用天然气管道偷袭苏贾的乌克兰守军。3月12日，俄军攻入苏贾市中心，时隔半年再次夺得苏贾实际控制权。除了蘇賈外，俄軍還收復庫爾斯克州其他兩個村莊。格拉西莫夫表示，俄军在库尔斯克州已收复乌军掌控地区的86%以上。當天俄羅斯總統普京身着军服视察库尔斯克地区的部队，他命令俄軍要迅速从乌军手中夺回庫爾斯克州其余地区。3月15日，DeepStatemap網站顯示，烏軍已全面撤離蘇賈及其附近市郊。當天俄罗斯国防部表示，俄军又收复库尔斯克州两处定居点。3月16日，烏克蘭總參謀部證實烏軍全面撤出蘇賈區。3月20日，俄罗斯北方集团军的部队在戈戈列夫卡、戈尔纳尔和奥列什尼亚等定居点地区对乌克兰武装部队的两个机械化空降突击旅、一个海军陆战队旅和两个国土防御旅的编队造成了损失。乌方两次反击均被击退。

#### 4月
4月19日，格拉西莫夫表示，俄军已经夺回了库尔斯克州99.5%被乌方控制地区，总计1260平方公里。

#### 5月
5月20日，俄羅斯總統普京到库尔斯克州视察。这是自4月26日俄方宣布收复库尔斯克州以来普京首次到访该州。

## 影响
2024年8月29日，因乌克兰入侵库尔斯克地区，一家与俄罗斯国防部有联系的俄罗斯私营军事公司从布基纳法索撤军并转移到库尔斯克。这支被称为“熊旅”（Bear Brigade）的部队也是支持2022年9月政变上台的易卜拉欣·特拉奥雷军政府的武装部队。

## 各方反应

### 乌克兰
乌克兰总统办公室8月8日表示：“一切归咎于俄罗斯的侵略。”乌克兰总统顾问波多利亚克在社群媒体发文称：“包括库尔斯克州和别尔哥罗德州等隶属俄罗斯联邦的领土范围内，任何导致战况升高、炮击、军事行动、被迫疏散和正常生活被打乱，全皆肇因于俄罗斯明目張膽的入侵行径。”乌克兰外交部发言人表示乌方对佔領俄罗斯领土不感兴趣。8月18日，乌克兰总统泽连斯基首次明确阐述8月6日发起的行动的目标，旨在建立一个缓冲区，以防止莫斯科进一步越过边境发动袭击。

### 俄羅斯
8月7日，普京在视讯会议时称这是“基辅政权又一次大举寻衅”。8月9日，俄罗斯前总统梅德韦杰夫称乌军的越境攻击是企图迫使俄罗斯转移前线的资源，他同时称在乌克兰发动越境攻击后，俄罗斯应该扩大目前的战争目标，将占领全部乌克兰领土作为战争目的，“从现在起，特别军事行动应该具备公开的争夺领土的性质”。俄罗斯外交部呼吁世界谴责乌克兰的“野蛮袭击”。俄罗斯国家杜马独联体以及俄罗斯侨民关系委员会第一副主席康斯坦丁·扎图林也向媒体指出，俄罗斯不打算向集体安全条约组织的合作伙伴寻求帮助。俄罗斯议员、前军官安德烈·古鲁廖夫在乌克兰入侵两天后接受电视采访时表示，俄罗斯军方领导人在大约一个月前的一份报告中就得到警告，称有迹象表明乌克兰正在为袭击做准备，但俄罗斯军方没有理会。

### 白俄羅斯
白俄罗斯总统卢卡申科表示，烏克蘭無人機攻擊俄羅斯庫斯克州期間侵犯白俄領空，并与10日增派部隊，強化與烏克蘭邊界的防衛。

### 美国
美国表示，对乌军的攻击行动事先不知情，而且正在向基辅询问和了解详情。其後美國國防部新聞發言人莎賓娜·辛格於8月8日稱，此次攻勢符合美國對烏克蘭使用美援武器的規定。美國總統拜登表示烏克蘭的軍事行動让普京陷入了真正的两难境地。

### 英国
8月18日，英国国防部长为《星期日快报》撰文写道，「乌克兰军队最近几天大胆入侵俄罗斯，以防御俄罗斯对乌克兰城镇的进一步袭击，暴露了俄罗斯军队的弱点，并给普京带来压力。让我非常明确地说明，根据《联合国宪章》第51条，乌克兰有明确的自卫权，反对俄罗斯的非法袭击，只要遵守国际法，这并不排除在俄罗斯境内的行动」。他补充说，英国应该为乌克兰使用英国捐赠的武器在前线勇敢的保卫国家并击退普京而感到自豪。

### 欧盟
欧盟委员会发言人彼得·斯塔诺8日表示，欧盟认为乌克兰“有权在其领土上以及敌人领土上的任何地方打击敌人。”

### 中华人民共和国
中华人民共和国外交部发言人12日就乌克兰军队进入俄罗斯领土答记者问，发言人表示，中方注意到有关情况。中方在乌克兰问题上的立场是一贯的、明确的，呼吁各方遵守局势降温“三原则”，即战场不外溢、战事不升级、各方不拱火。中方将继续同国际社会保持沟通，为推动危机政治解决发挥建设性作用。

### 非政府組織

#### 国际原子能机构
8月10日，有報導稱库尔斯克核电站附近發生戰鬥，国际原子能机构 (IAEA) 負責人拉斐爾·格羅西呼籲俄羅斯和烏克蘭保持“最大限度的克制”，以避免核事故。8月17日，拉斐尔·马里亚诺·格罗西针对莫斯科似乎也增加了对基辅的袭击造成俄罗斯占领的扎波罗热核电站的安全状况正在恶化，敦促各方保持最大限度的克制。国际原子能机构小组报告称，一架无人机携带的爆炸物在其保护区外爆炸，爆炸地点距离为该核电站供电的唯一电线约100米，大火造成了相当大的损失，但对核安全没有直接威胁。

### 類似攻勢
- 2023年布良斯克州襲擊
- 2023年別爾哥羅德州入侵
- 2024年3月别尔哥罗德-库尔斯克入侵